# シドニー!
『Sydney！[シドニー！]』は村上春樹のエッセイ集、ルポルタージュ。

## 概要
2001年1月、文藝春秋より刊行された。装丁は関口聖司。表紙の写真は宮本敬文。2004年7月、文春文庫として2分冊で文庫化された。前半のタイトルは「シドニー! コアラ純情篇」、後半のタイトルは「シドニー! ワラビー熱血篇」。文庫化にあたって掲載されていた写真はすべて省かれ、「文庫版のための短いあとがき」というあとがきが付された。
この本の下敷きとなるエッセイを『Sports Graphic Number』誌2000年10月発行の「ナンバープラス シドニー五輪完全保存版」に「世の中にオリンピックくらい退屈なものはない、のか？」として掲載。

## 内容
1996年7月28日　アトランタ
アトランタオリンピック女子マラソンの折り返し地点から42km直前までのコースを、同競技に出場した有森裕子の視点で描いた文章。
2000年6月18日　広島 オリンピック開会式まであと89日
男子マラソン代表の犬伏孝行と、犬伏が所属する大塚製薬陸上競技部の練習模様を取材している。監督の河野匡が村上のインタビューに答えている。
シドニー日誌
2000年9月11日のシドニー到着から10月3日の出発までの間のルポを村上は現地で執筆した。「正直言って、これほど短期間にこれほど大量の完成原稿を書いたのは、作家になって二十数年、初めてのことだった」と村上はあとがきで述べている。
2000年10月20日　徳島
河野匡監督と犬伏孝行に対する取材。別々にインタビューが行われている。
2000年11月5日　ニューヨーク
ニューヨークシティマラソンに出場した村上は翌日の朝、同大会に出場した有森裕子と朝食を共にし、その日の夕方有森にインタビューを行う。